# Dolmen de Lann-Kerellec
Le dolmen de Lann-Kerellec est situé à Trébeurden dans le département français des Côtes-d'Armor.

## Protection
L'édifice est classé au titre des monuments historiques en 1916.

## Description
L'édifice mesure 3,80 m de longueur pour une largeur variant d'est en ouest de 1,80 m à 1,30 m et une hauteur moyenne de 1,50 m. L'entrée ayant été détruite, il n'est pas possible de savoir s'il s'agissait d'un dolmen ou d'une allée couverte. 
La chambre est délimitée par deux orthostates côté nord et sud. La dalle de chevet côté ouest mesure 2,20 m de long pour 1,55 de hauteur et 0,40 m d'épaisseur. Une dalle horizontale (1,65 m de long par 1,30 m de large et 0,10 m d'épaisseur) semi-enterrée est visible à l'est mais son emplacement d'origine est inconnu. L'ensemble est recouvert d'une unique table de couverture de forme rectangulaire, légèrement inclinée vers le sud. Elle mesure 3,50 m de longueur pour 2,50 m de largeur en moyenne, son épaisseur varie de 0,50 m à 0,08 m.
Il existe une dalle dressée verticalement au sud de l'édifice dont la fonction est inconnue. Toutes les dalles sont en granite.

## Folklore
Le dolmen et les deux allées couvertes de la commune (île Miliau et Prajou-Menhir) portent le nom de Ty-lia-ar-Gorrchet ou Corrandonnet et selon la tradition sont habités par des gorrikets.